# 杉山弘 (工学者)
杉山 弘 (すぎやま ひろむ、1944年 - ) は、日本の工学者。
工学博士（東北大学）。専門は流体工学。元室蘭工業大学副学長。岐阜県出身。

## 略歴
1967年金沢大学工学部機械工学科卒業。1972年東北大学大学院工学研究科博士課程修了。
1972年室蘭工業大学機械工学科講師。1981年～82年トロント大学（カナダ）留学。1988年室蘭工業大学機械工学科教授。1999年～2002年室蘭工業大学学生部長・副学長。2010年室蘭工業大学名誉教授。

## 著書
- 流体力学（共著）森北出版（第1版1995年、第2版2014年）[1]
- 明解入門 流体力学（共著）森北出版（第1版2012年、第2版2019年）[1]
- 圧縮性流体力学（単著）森北出版（第1版2014年）[1]

## 受賞歴・栄典
- 2007年　日本機械学会流体工学部門賞
- 2010年　日本機械学会北海道支部貢献賞[2]
- 2023年4月　瑞宝中綬章[3][4]

## 主要論文
・鈍頭物体を過ぎる微粒子を含む気体の超音速流に関する数値解析的研究（軸対称流の場合）、（日本機械学会論文集（B編）、50巻449号、1984年）
・衝撃波を伴う超音速内部流動に関する研究（超音速内部流動実験装置の開発およびマッハ数2と4の擬似衝撃波の特性）、（日本機械学会論文集（B編）、68巻676号、2002年）
・大谷清伸ほかと共著、気泡を含む液体中を伝播する強い衝撃波と気泡崩壊、（日本機械学会論文集（B編）、68巻67０号、2002年）
・H. Sugiyama, et al., Locations and Oscillation Phenomena of Pseudo-Shock Waves in a Straight Rectangular Duct, JSME International Journal, Series Ⅱ、Vol.31 , No.1,  pp.9-15, 1988.
・H. Sugiyama, et al., Shock-Wave-Induced Flow Past a Circular Cylinder in a Dusty-Gas Shock Tube, JSME International Journal, Series Ⅱ、Vol.33 、No.2, pp.224-228, 1990.
・Jose Javier Gil, H. Sugiyama, et. al., Visualization of Cavitation Phenomena in Wet Clutch Engagement Process, JSME International Journal, Series Ⅱ, Series C, Vol.40 ,  No.1, pp.144-149, 1997.
・H. Sugiyama, et al., Study on Shock-Wave  and Turbulent Boundary Layer  Interactions in a Square Duct at Mach2 and 4, Journal of Thermal Science, Vol.15, No.1, pp.37-42, 2006.